# Kirsten McCann
Kirsten McCann (ur. 25 sierpnia 1988 r.) – południowoafrykańska wioślarka.

## Osiągnięcia
- Mistrzostwa Świata Juniorów – Brandenburg 2005 – dwójka podwójna – 6. miejsce[1].
- Mistrzostwa Świata Juniorów – Amsterdam 2006 – jedynka – 4. miejsce[1].
- Igrzyska Olimpijskie – Pekin 2008 – dwójka podwójna wagi lekkiej – 14. miejsce[1].
- Mistrzostwa Świata U-23 – Brześć 2010 – jedynka wagi lekkiej – 3. miejsce[1].